# 大伊克河
大伊克河是俄羅斯的河流，屬於薩克馬拉河的右支流，位於巴什科爾托斯坦共和國和奧倫堡州，河道全長341公里，流域面積7,670平方公里，發源自烏拉山脈南部，河水主要來自融雪。
51°49′24″N 56°23′22″E / 51.82333°N 56.38944°E